# Saint-Thomas Lowland
Saint-Thomas Lowland est l'une des quatorze paroisses de Saint-Christophe-et-Niévès. Elle est située sur Niévès.

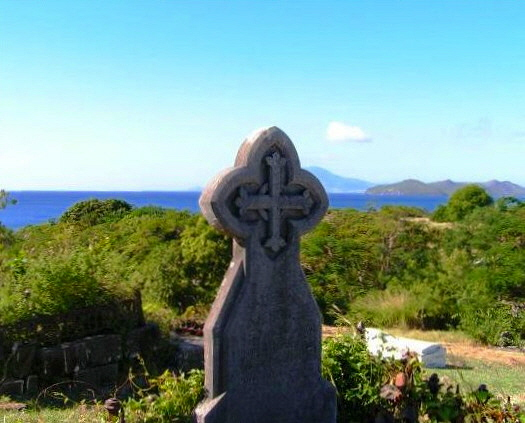
Vue depuis le cimetière de l'église paroissiale de Saint-Thomas, Nevis, Îles sous le vent, West Indies. Visible au loin est St. Kitts.